# 루마 가당

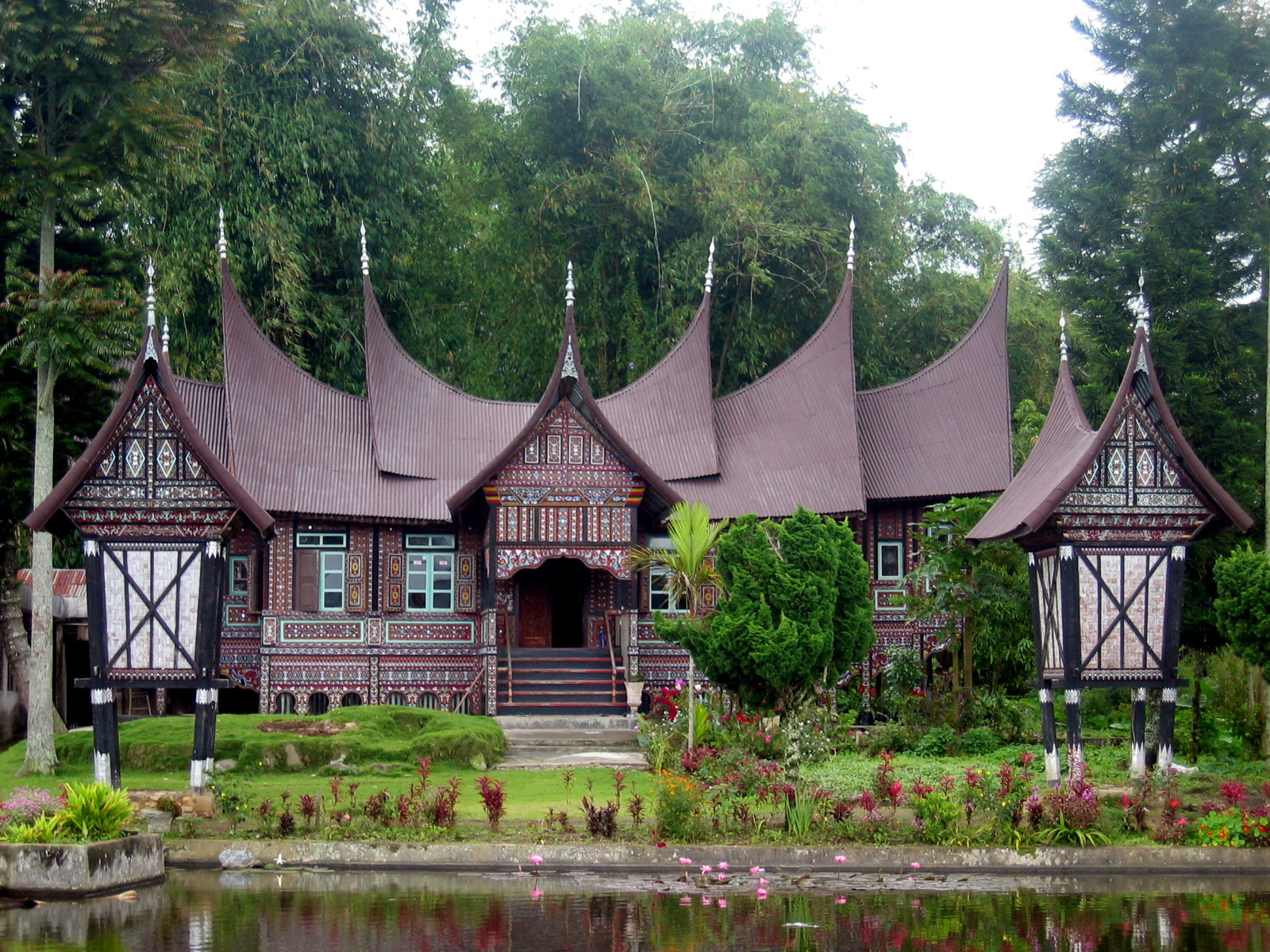
서부 수마트라의 판다이 시켁 마을에 있는 루마 가당. 전방에 두 개의 미름이 있다.

루마 가당(인도네시아어: Rumah Gadang →커다란 집) 또는 루마 바곤종(미낭카바우어: Rumah Bagonjong →뿔 모양 지붕의 집)은 인도네시아의 전통 가옥(인도네시아어: Rumah adat) 양식 또는 그러한 양식으로 지어진 가옥으로, 주로 미낭카바우인들이 사용하는 것이다. 이 가옥 양식의 건축 공법과 내외장식, 가옥의 기능은 미낭카바우인들의 문화와 전통적 가치를 잘 드러내 준다. 루마 가당은 단순한 가옥 외에도 종회의 장소나 특별한 으로, 집의 소유권은 집에 거주하는 여성 연장자가 갖는 것이 일반적이며, 시간이 지나면 어머니가 딸에게 물려주게 된다.
루마 가당의 주요한 특징은 늘씬한 다단 박공의 가파르게 휜 지붕과, 수많은 꽃 문양이 새겨진 벽, 그 벽 안쪽으로 달린 덧문이 있는 창문이다. 또 이는 대체로 목재로 만들어진다. 일반적으로 '루마 가당'이라는 이름을 붙이는 건물은 이런 특징을 지닌 다가구 공동 주택을 말하는 것이나, 보다 작은 미낭카바우인의 가옥도 이런 특징을 공유하는 경우가 많다.

## 구성 요소
건축 양식으로서 루마 가당을 이루는 요소들은 다음과 같다. 용어는 원래 모두 미낭카바우어이다.
1. 곤종(gonjong) : 뿔 모양의 지붕 구조
2. 싱콕(singkok) : 곤종 끝자락 아래켠의 삼각형 벽
3. 프렝(pereng) : 싱콕 아래의 선반 모양 받침대
4. 안주앙(anjuang) : 출입문의 층계 끝에서 올라와 있는 마루
5. 딘디앙 아리(dindiang ari) : 측면의 벽
6. 딘디앙 타피(dindiang tapi) : 전면과 후면의 벽
7. 파판 바냑(papan banyak) : 건물의 파사드
8. 파판 사카피앙(papan sakapiang) : 건물 주변부의 선반 모양 받침대
9. 살랑코(salangko) : 그 위에 건물이 지어져 있는 기둥 주위의 공간을 감싸는 벽

각각의 구성 요소는 미낭카바우 문화에서 독특한 상징적 의미를 갖는다. 예로 곤종은 신에게로의 접근, 전통적으로 대나무 조각을 꼬아 만드는 딘디앙 타피는 공동체의 힘과 유용함을 상징한다.

## 참고 문헌
- Dawson, B.; Gillow, J. (1994). The Traditional Architecture of Indonesia. Thames and Hudson Ltd. ISBN 0-500-34132-X.
- Summerfield, Anne; John Summerfield (1999). Walk in Splendor: Ceremonial Dress and the Minangkabau. UCLA. ISBN 0-930741-73-0.
- Vellinga, Marcel (March 2004). "A family affair: the construction of vernacular Minangkabau houses". Indonesia and the Malay World (Routledge) 32 (92): 100–118. doi:10.1080/1363981042000263480.
- Kartikawening, Dyah (2002). "Public Space Dynamic in Minangkabau Rural Area Indonesia"[깨진 링크(과거 내용 찾기)] (PDF). 2002 American Planning Association National Planning Conference Proceedings.
- Ng, Cecilia (1993). "Raising the House Post and Feeding the Husband Givers: The Spatial Categories of Social Reproduction Among the Minangkabau.". Inside Austronesian Houses: Perspectives on Domestic Designs for Living.. pp. 121–143. ISBN 1-920942-84-X.
- Nas, Peter J.M.; Martin A. van Bakel (1999). "Small town symbolism: The meaning of the built environment in Bukittinggi and Payakumbuh". Urban symbolism and rituals (Ljubljana): pp. 173–189.
- Vellinga, Marcel (2005). Constituting Unity And Difference: Vernacular Architecture In A Minangkabau Village. Koninklijk Instituut Voor de Tropen. ISBN 9-067182-30-3.